# Diego García
Diego García je ostrov v Indickém oceánu, který je největší ze skupiny Čagoských ostrovů a zároveň nejjižnějším bodem korálového řetězce, který se táhne od západního pobřeží Indie přes Lakadivy a Maledivy až pod rovník. Ostrov je součástí Britského indickooceánského teritoria.
V říjnu 2024 došlo k dohodě o postoupení všech Čagoských ostrovů včetně Diego García Mauriciu. Zárověň se obě země shodly na zachování zdejší britsko-americké základny na období minimálně 99 let.

## Přírodní poměry
Rozloha ostrova je 27 km² (174 km² včetně vnitřní laguny). Povrch je plochý ve tvaru podkovy s nejvyšším místem sedm metrů nad hladinou moře. Na ostrově panuje typické tropické klima s teplotami okolo 30 °C a srážkami kolem 2600 mm ročně. Na severozápadním výběžku ostrova je vojenská základna, zbytek ostrova je pokryt kokosovými palmami. Životní prostředí je nedotčené, ostrov je obklopen korálovými útesy s bohatým podmořským životem.

## Historie

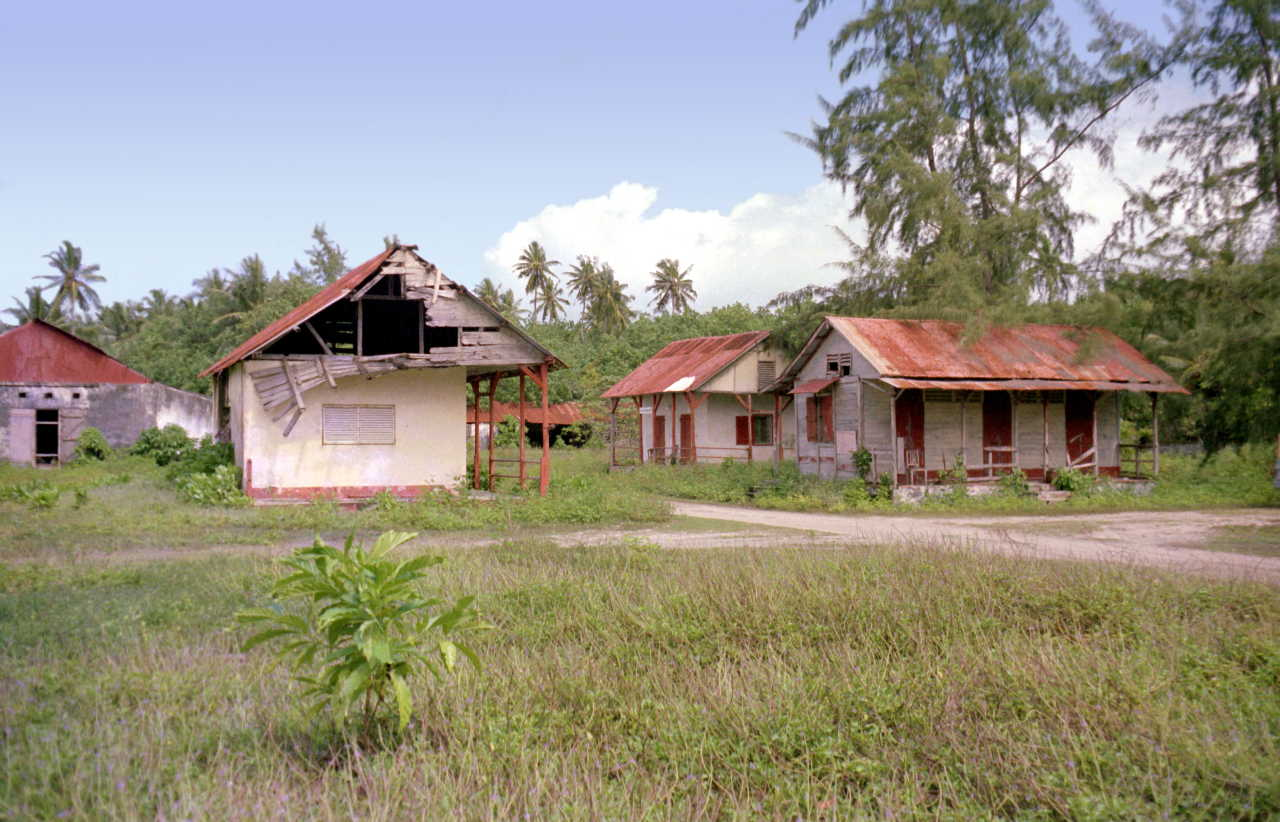
Opuštěná vesnice na Diego García

### Před příchodem Evropanů
Neobydlený ostrov pravděpodobně objevili arabští mořeplavci okolo roku 900. Později zde přistáli čínští mořeplavci, mezi prvními byl mořeplavec a cestovatel Čeng Che. 

### Evropská kolonizace
Mezi prvními evropskými mořeplavci, kteří ostrov objevili, byl portugalský mořeplavec Pedro Mascarenhas v roce 1512 či 1513. Koncem 18. století ostrov kolonizovali Francouzi, po napoleonských válkách ho postoupili Britům. Ti zde zřídili plantážní pěstování kopry a využívali jeho přirozeného přístavu jako zastávky svých lodí pro doplnění paliva. 

### 20. století
V roce 1965 ostrov přestal být součástí britské kolonie Mauricius a stal se součástí nově vzniklého Britského indickooceánského teritoria. V následujících letech byli místní obyvatelé vysídleni (převážně na Mauricius), aby zde mohla vzniknout britsko-americká vojenská základna.
V 60. letech 20. století, kdy Britové museli vyklidit vojenskou základnu na maledivském ostrově Addu, se rozhodli využít strategické polohy ostrova. Zhruba tisícovka původních obyvatel byla vysídlena na Mauritius a v roce 1971 zde byla otevřena společná britsko-americká vojenská základna. Američané výměnou za možnost užívat ostrov dodali Britům rakety Polaris, získali tak největší vojenskou základnu mimo své území[zdroj⁠?!]. Výhodná poloha mimo pásmo tropických cyklónů umožnila monitorovat území Sovětského svazu a po skončení studené války také nestabilní oblasti Blízkého východu. Na zdejší základně byly vězněny osoby údajně podezřelé z příslušnosti k islámským teroristům. Na ostrově žije 1000 amerických vojáků, 50 britských a asi dva tisíce civilních zaměstnanců, což jsou převážně Sinhálci. 

### Snahy o navrácení
Původní obyvatelé dlouhodobě požadují navrácení ostrova, objevily se také plány na jeho vyhlášení za biosférickou rezervaci. V roce 2019 Mezinárodní soudní dvůr v Haagu označil jejich vysídlení a pokračující britskou správu souostroví za nezákonnou, což podpořilo i Valné shromáždění OSN. Britové však toto rozhodnutí odmítli jako právně nezávazné. Vláda Spojených států amerických prohlásila, že se zdejšího opěrného bodu v žádném případě nehodlá vzdát. V roce 2016 byl pronájem základny prodloužen o dalších 20 let do roku 2036.
V říjnu 2024 se vlády Spojeného království a Mauriciu dohodly na vrácení Čagoského souostroví Mauriciu a znovuosídlení ostrovů původními obyvateli. Znovuosídlení se však nebude týkat ostrova Diego García, kde mají Britové podle smlouvy nadále provozovat vojenskou základnu dalších minimálně 99 let.